# 明徳出版社
明徳出版社（めいとくしゅっぱんしゃ）は、儒教関連を中心に出版活動を行っている日本の出版社。東洋の思想学問の出版刊行を目的に、1954年（昭和29年）12月に安岡正篤の主導の下に設立された。安岡の初期・中期の著作を多数出している。
一大叢書「中国古典新書」（正・続併せ約130巻）を始め、朱子学の根本文献「朱子學大系」や、陽明学の祖「王陽明全集」を刊行している。日本の儒学では「叢書・日本の思想家」や、江戸時代に活躍した中江藤樹、二宮尊徳、佐藤一斎などの現代語訳も含む著作・伝記を多数出している。他には朱子研究者の「岡田武彦全集」などがある。

## 所在地
- 〒167－0052　東京都杉並区南荻窪1-25-3